# Boczki-Świdrowo
Boczki-Świdrowo – wieś w Polsce położona w województwie podlaskim, w powiecie grajewskim, w gminie Grajewo. 
Na wsi jest  budynek ochotniczej straży pożarnej oraz świetlicy wiejskiej. 
W latach 1975–1998 miejscowość administracyjnie należała do województwa łomżyńskiego.
Wierni kościoła rzymskokatolickiego należą do parafii św. Jana Pawła II Papieża w Grajewie.